# أمبير بيرس
أمبير بيرس (بالإنجليزية: Amber Pierce)‏ هي دراجة أمريكية، ولدت في 27 مارس 1981 في بيركيلي في الولايات المتحدة.

## وصلات خارجية
- الموقع الرسمي
- أمبير بيرس على موقع أرشيف الدراجات (الإنجليزية)
- أمبير بيرس على موقع أرشيف الدراجات (الإنجليزية)
- أمبير بيرس على موقع إحصائيات الدراجات الإحترافية (الإنجليزية)
- أمبير بيرس على موقع نسبة الدراجات (الإنجليزية)